# 1997 en hockey sur glace
Cette page présente les éléments de hockey sur glace de l'année 1997, que ce soit d'un point de vue rencontres internationales ou championnats nationaux. Les grandes dates des différentes compétitions sont données ainsi que les décès de personnalités du hockey mondial.

## Amérique du Nord

### Ligue nationale de hockey
- Les Red Wings de Détroit remportent leur huitième Coupe Stanley.

### Ligue américaine de hockey
- Les Bears de Hershey remportent leur huitième Coupe Calder.

### Ligue internationale de hockey
- Les Vipers de Détroit remportent la Coupe Turner pour la seule fois de leur existence.

### East Coast Hockey League
- La Coupe Riley est rebaptisée coupe Kelly en l'honneur de Patrick J. Kelly.
- Les Stingrays de la Caroline du Sud remportent les séries éliminatoires.

### Ligue canadienne de hockey
- Les Olympiques de Hull remportent la Coupe du président en battant en quatre rencontres les Saguenéens de Chicoutimi.

- Les Generals d'Oshawa remportent la coupe J.-Ross-Robertson en défesant en six parties le 67 d'Ottawa.

- Les Hurricanes de Lethbridge remportent la Coupe du Président en battant en quatre rencontres les Thunderbirds de Seattle.

- Les Olympiques de Hull, équipe hôte du tournoi annuel, remportent la Coupe Memorial, l'emportant 5-1 contre les Hurricanes de Lethbridge lors de la finale.

## Europe

### Compétitions internationales
- 1re édition de la Ligue européenne de hockey, remportée par le TPS Turku.
- Dernière édition de la Coupe d'Europe des clubs champions de hockey sur glace, remportée par le Lada Togliatti.
- Le TPS Turku remporte la Supercoupe IIHF.

### Allemagne
- Les Adler Mannheim remportent le championnat de la DEL en défaisant en finale les Kassel Huskies par la marque de 3-0.

### Autriche
- Le VEU Feldkirch remportent le championnat de l'OËL en défaisant en finale le EC Klagenfurt AC par la marque de 4-2.

### Espagne
- Le FC Barcelone remporte le championnat de la Superliga Española en défaisant en finale le Club Hielo Jaca 2 rencontre à 1.

### Finlande
- Le Jokerit Helsinki remporte le championnat de la SM-Liiga en défaisant en finale le TPS Turku par la marque de 3-0.

### France
- Les Albatros de Brest remportent la deuxième Coupe Magnus de leur histoire.

### République tchèque
- Le HC Petra Vsetín remporte le championnat de l'Extraliga en défaisant en finale le HC Vítkovice par la marque de 3-0.

### Russie
- Le Torpedo Iaroslavl remporte le championnat de la Superliga en défaisant en finale le Lada Togliatti par la marque de 3-0.

### Suède
- Le Färjestads BK remporte le championnat de la Elitserien en défaisant en finale le Luleå HF par la marque de 3-1.

### Suisse
- Le CP Berne remporte le championnat de la Ligue National A en l'emportant contre le EV Zoug par la marque de 3-1.

## Autres évènements
- Création du temple de la renommée de la Fédération internationale  lors du tournoi du championnat du monde à Helsinki en Finlande[1].

### Fins de carrière
- 15 juillet : Dave Barr.

### Décès
- Le 1er mars, décès de Václav Roziňák, vainqueur de la médaille d'argent avec la Équipe de Tchécoslovaquie aux Jeux olympiques d'hiver de 1948, il remporta également avec ceux-ci la médaille d'or aux championnats du monde de 1947 et 1949.
- Le 22 mars, mort d'Andreï Starovoïtov à l'âge de 81 ans. Il fut joueur avec le CSKA Moscou puis arbitre, officiant notamment aux Jeux Olympiques de 1956 et de 1964. Il fut intronisé au Temple de la renommée de l'IIHF lors de la première année d'existence du temple, soit en 1997.
- Le 10 avril, décès à l'âge de 68 ans de Gösta Johansson, membre de l'équipe de Suède ayant remporté la médaille de bronze aux Jeux olympiques de 1952.
- Le 17 mai, mort de Mikhaïl Bytchkov à l'âge de 70 ans. Il fut intronisé au Temple de la renommée du hockey russe à l'ouverture de ce temple en 2014.
- Le 29 juillet, mort d'Alexander Archer à l'âge de 86 ans, il remporta la médaille d'or avec la Grande-Bretagne aux Jeux olympiques de 1936.
- Le 10 août, décès de Steve Kraftcheck à l'âge de 68 ans. Il remporta deux Coupe Calder avec les Barons de Cleveland et prit part à cinq matchs des étoiles de la LAH. Il fut intronisé à titre posthume au Temple de la renommée de la LAH en 2008.
- Le 16 août, décès à l'âge de 24 ans de Yanick Dupré, membre des Flyers de Philadelphie, victime d'une leucémie. À la suite de sa mort la LAH instaure un trophée en son nom afin d'honorer le joueur qui s'est le plus impliqué dans sa communauté.
- Le 2 septembre, Antonio « Tony » Demers meurt à l'âge de 80 ans. Il joua sporadiquement dans la LNH durant six saisons avant de voir sa carrière être écourté en 1949 alors qu'il reçoit une sentence de quinze années d'emprisonnement pour le meurtre d'une femme.
- Le 24 septembre, décès à l'âge de 49 ans d'Anton Kehle, gardien de but ayant représenté l'Allemagne aux Jeux olympiques de 1972 et de 1976. Il fut intronisé au Temple de la renommée du hockey allemand en 1988.
- Le 29 octobre, mort de Bryan Lefley à l'âge de 49 ans lors d'un accident de voiture, il était au moment de son décès entraîneur-chef du CP Berne.
- Le 10 décembre, décès à l'âge de 59 ans d'Ievgueni Maïorov, joueur puis entraîneur intronisé au Temple de la renommé de Russie en 2014.